# Elias Manoel
Elias Manoel Alves de Paula, noto semplicemente come Elias Manoel (Campinas, 30 novembre 2001), è un calciatore brasiliano, attaccante del Botafogo in prestito al Santa Clara.

## Carriera
Cresciuto nel settore giovanile del Grêmio, debutta in prima squadra il 17 aprile 2021 in occasione dell'incontro del Campionato Gaúcho pareggiato 0-0 contro il Caxias.

## Statistiche

### Presenze e reti nei club
Statistiche aggiornate al 6 maggio 2025.
| Stagione              | Squadra               | Campionato            | Campionato | Campionato | Coppe nazionali | Coppe nazionali | Coppe nazionali | Coppe continentali | Coppe continentali | Coppe continentali | Altre coppe | Altre coppe | Altre coppe | Totale | Totale |
| Stagione              | Squadra               | Comp                  | Pres       | Reti       | Comp            | Pres            | Reti            | Comp               | Pres               | Reti               | Comp        | Pres        | Reti        | Pres   | Reti   |
| --------------------- | --------------------- | --------------------- | ---------- | ---------- | --------------- | --------------- | --------------- | ------------------ | ------------------ | ------------------ | ----------- | ----------- | ----------- | ------ | ------ |
| 2021                  | Grêmio                | PD/RS+A               | 2+5        | 0          | CB              | 0               | 0               | CL+CS              | 0+2                | 0+2                | -           | -           | -           | 9      | 2      |
| gen.-ago. 2022        | Grêmio                | PD/RS+B               | 11+18      | 5+2        | CB              | 1               | 0               | -                  | -                  | -                  | -           | -           | -           | 30     | 7      |
| Totale Grêmio         | Totale Grêmio         | Totale Grêmio         | 13+23      | 5+2        |                 | 1               | 0               |                    | 2                  | 2                  |             | -           | -           | 39     | 9      |
| ago.-dic. 2022        | N.Y. Red Bulls        | MLS                   | 6+1        | 2          | CU              | 0               | 0               | -                  | -                  | -                  | -           | -           | -           | 7      | 2      |
| 2023                  | N.Y. Red Bulls        | MLS                   | 28+3       | 3+3        | CU              | 2               | 0               | -                  | -                  | -                  | LC          | 4           | 1           | 37     | 7      |
| 2024                  | N.Y. Red Bulls        | MLS                   | 33+5       | 8          | -               | -               | -               | -                  | -                  | -                  | LC          | 2           | 1           | 40     | 9      |
| Totale N.Y. Red Bulls | Totale N.Y. Red Bulls | Totale N.Y. Red Bulls | 67+9       | 13+3       |                 | 2               | 0               |                    | -                  | -                  |             | 6           | 2           | 84     | 18     |
| 2025                  | Botafogo              | A/RJ+A                | 0+1        | 0          | CB              | 1               | 0               | CL                 | 3                  | 0                  | SdB+RS      | -           | -           | 5      | 0      |
| Totale carriera       | Totale carriera       | Totale carriera       | 113        | 23         |                 | 4               | 0               |                    | 5                  | 2                  |             | 6           | 2           | 128    | 27     |

## Palmarès

### Club

#### Competizioni statali
- Campionato Gaúcho: 2

Grêmio: 2021, 2022

### Individuale
- Capocannoniere del Campionato Gaúcho: 1

2022 (5 reti)